# Antun Mihanović
Antun Mihanović (10. června 1796, Záhřeb – 14. listopadu 1861, Klanjec) byl chorvatský básník, představitel myšlenky ilyrismu. Znám je především díky otextování chorvatské hymny.
Vystudoval právo a později pracoval jako vojenský soudce. Sloužil také jako rakouský konzul v Bělehradu, Soluni, Smyrně, Konstantinopoli a Bukurešti. V roce 1858 odešel z funkce poradce ministra a až do své smrti žil v obci Novi Dvori Klanječki.
Napsal báseň Horvatska domovina, která se koncem 19. století stala chorvatskou hymnou. Píseň byla poprvé vydána v roce 1835 v 10. exemplářích kulturního magazínu Danica ilirska. V roce 1846 byla hudebně upravena Josipem Runjaninem a v roce 1861 dodatečně upravena Vatroslavem Lichteneggerem a poprvé prezentována na veřejnosti v této podobě. Jako národní hymna byla přijata v roce 1891.
Napsal knihu Rěč domovini o hasnovitosti pisanja vu domorodnom jeziku, která byla vydána ve Vídni v roce 1815. Myšlenky uveřejněné v této knize se staly jedním ze základovů ilyrismu.